# فورنی دی سوپرا
فورنی دی سوپرا (به ایتالیایی: Forni di Sopra) یک کومونه در ایتالیا است که در استان اودینه واقع شده‌است.

## خصوصیات
فورنی دی سوپرا ۸۱ کیلومترمربع مساحت و ۱٬۱۲۱ نفر جمعیت دارد و ۹۰۷ متر بالاتر از سطح دریا واقع شده‌است.